# Ondřej z Brodu
Ondřej z Brodu, latinsky též Andreas de Broda, (* kolem 1360 Český Brod, † 1427 Lipsko) byl český římskokatolický kněz, teolog, pedagog a mnohoobročník.

## Život

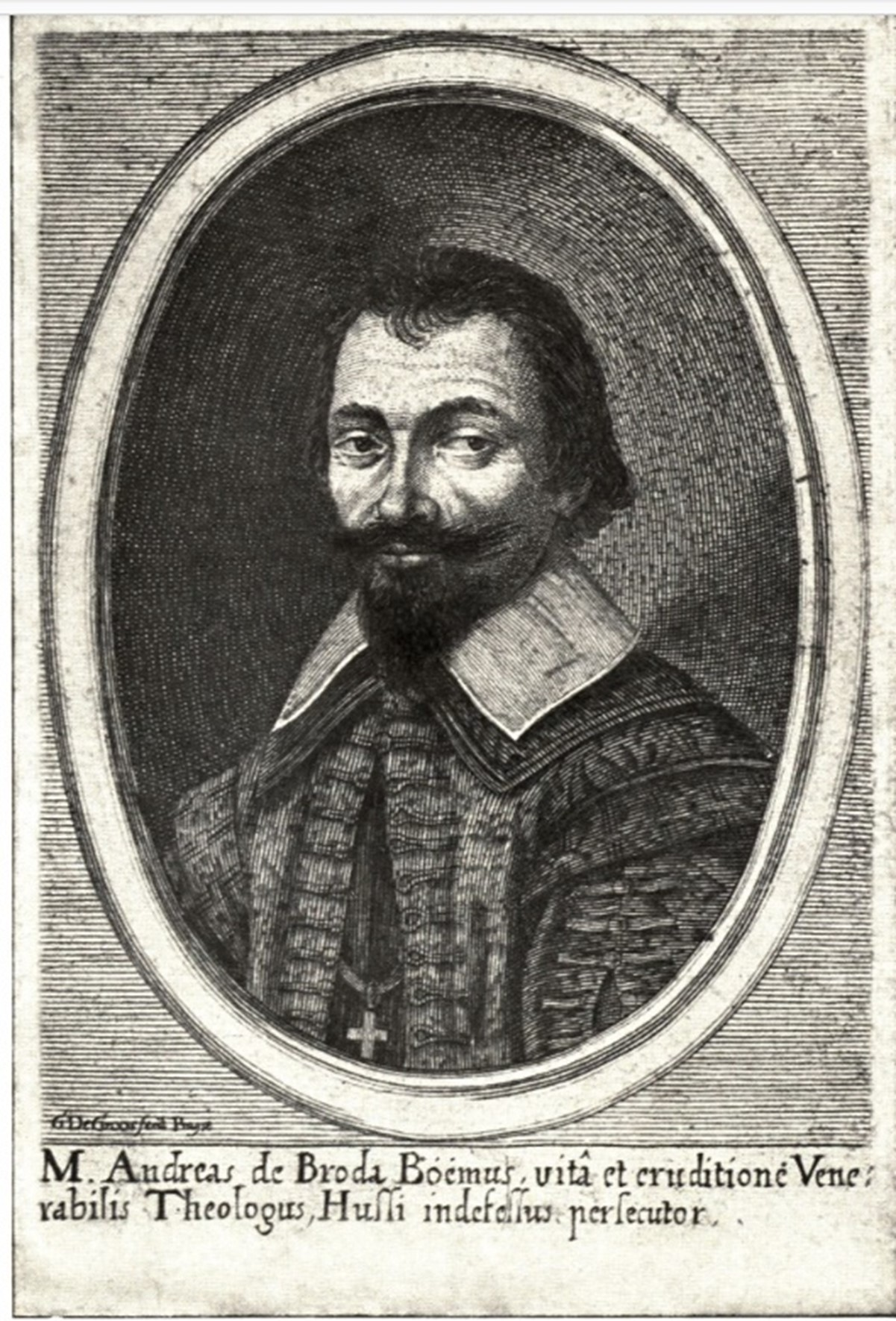
Gerard de Groos: Ondřej z Brodu, Praha, mědirytina z poloviny 17. století

Pocházel z Českého Brodu. Univerzitní studia dovršil roku 1384 titulem bakaláře a roku 1387 byl jmenován mistrem. Roku 1388 byl promován na doktora teologie. Vyučoval teologii na artistické fakultě pražské univerzity, kde byl jmenován děkanem a roku 1407 rektorem, dlouhodobě byl ideovým odpůrcem svého kolegy Jana Husa. Do roku 1409 působil na univerzitě v Lipsku. V letech 1409–1422 byl svatovítským kanovníkem a vlastnil kanovnický dům na Hradčanském náměstí. V letech 1412–1418 držel také úřady kanovníka Vyšehradské kapituly, kanovníka Kolegiátní kapituly Všech svatých na Hradě pražském, prebendu ve Kbelích a obedienci v Řisutech.
Podporoval Dekret kutnohorský o národnostním rozdělení univerzity. Roku 1413 byl pro své názory nucen opustit Čechy, roku 1420 uprchl do Žitavy a dále před husity utekl roku 1427 až do Lipska, kde 16. října zemřel.

## Dílo
- Kadlec, Jaroslav (ed.):Traktát mistra Ondřeje z Brodu o původu husitů. Tábor : Muzeum husitského revolučního hnutí, 1980. 35 s. (latinsky)